# Верёвкин, Фёдор Андреевич
Фёдор Андреевич Верёвкин (12 февраля 1895, с. Беленькое, Екатеринославская губерния, Российская империя — 31 августа 1979, Гомель, БССР, СССР) — советский военачальник, генерал-майор (13.09.1944).

## Биография
Родился 28 января 1892 года в селе Беленькое (ныне — в Запорожском районе Запорожской области) в семье военного. Его отец, представитель старой дворянской фамилии, военный в третьем поколении, служил у генерала М. Д. Скобелева
.

### Военная служба

#### Первая мировая война и революция
В  августе 1914 года был призван на военную службу и рядовым воевал на Западном фронте в составе 1-го Туркестанского корпуса в районах Ломжа, Осовец, Августов, Сувалки. 5 декабря направлен на учебу в Ташкентское военное училище, по окончании которого 1 мая 1915 года был произведен в прапорщики и назначен младшим офицером роты в 6-й запасной батальон в городе Красноярск. 10 октября убыл на Юго-Западный фронт, где воевал под Тарнополем младшим офицером пулеметной команды и начальником команды конных разведчиков 16-го пехотного полка. В августе 1916 года под Тарнополем он назначается начальником пулеметной команды 618-го пехотного Тарнопольского полка 155-й пехотной дивизии. За боевые отличия был награждён орденами Святой Анны и Святого Станислава. С 15 августа 1917 года служил начальником пулеметной команды и выборным заведующим хозяйством полка в 4-м Туркестанском стрелковом полку под Луцком. После Октябрьской революции 1917 года полк с фронта убыл в Ташкент. С 25 января по 4 мая 1918 года  Веревкин исполнял должность члена комиссии по расформированию полка, последний чин — штабс-капитан.

#### Гражданская война
В  мае 1918 года поступил в РККА и назначен инструктором пулеметного дела Каганского гарнизона. С августа был помощником комиссара военно-народной железнодорожной охраны 2-го района ст. Катта-Курган, с октября — командиром железнодорожного красногвардейского отряда в Ферганской области по борьбе с басмачеством, с мая 1919 года — комиссаром военно-народной железнодорожной охраны и комендантом ст. Андижан. С августа 1919 года там же командовал батальоном во 2-м полку войск охраны путей сообщения Туркестанского фронта, с октября исполнял должность старшего адъютанта отдельной Ферганской интернациональной кавалерийской бригады, с апреля 1920 года — помощник начальника штаба 6-й стрелковой бригады в городе Коканд. В составе этих частей воевал с басмачами на Ферганском фронте. С августа 1920 года переведен начальником штаба Тюркской кавалерийской бригады, с ноября был помощник командира 1-й Узбекской кавалерийской бригады. Участвовал в боях на Бухарском фронте в районах Самарканд, Шахризябск, Гузар и Керки. В начале 1921 года кавбригада убыла на Южный фронт, где Веревкин в должности для поручений при командире 2-го Туркестанского кавалерийского дивизиона сражался с вооруженными формированиями Н. И. Махно под Таганрогом и Александровском. По возвращении на Туркестанский фронт с июня 1921 го он проходил службу инструктором конного дела 1-й Бухарской военной школы и командиром учебного кавалерийского дивизиона по борьбе с басмачеством в Средней Бухаре. В январе 1922 года переведен помощником начальника учетно-мобилизационного отдела штаба Нарвоенназирата БНСР, а в январе 1923 года зачислен в резерв.

#### Межвоенные годы
С апреля 1923 года командовал 1-м автогрузоотрядом, входившим в 13-й стрелковый корпус и 1-ю кавалерийскую бригаду. С декабря был начальником штаба Каршинского боевого района и врид начальника оперативной части штаба 1-й кавалерийской бригады в Восточной Бухаре. В феврале 1925 года откомандирован в распоряжение коменданта крепости Кушка, где по прибытии был назначен начальником оперативной части крепости. Приказом РВС от 2 апреля 1925 года награжден орденом Красного Полумесяца 2-й степени Бухарской НСР. В сентябре назначен адъютантом Объединенной Средне-Азиатской военной школы им. В. И. Ленина, с ноября 1926 года исполнял должность коменданта города Ташкент. Летом 1929 года сдал экстерном испытание за кавалерийское отделение при Объединенной Средне-Азиатской военной школе им. В. И. Ленина.  С декабря 1929 года по август 1930 года проходил подготовку на военно-ремонтных КУКС РККА в Москве, затем стажировался в Средне-Азиатской ремонтной комиссии. После стажировки в октябре 1930 года вернулся на должность коменданта г. Ташкент. С апреля 1933 года был помощником командира Отдельного Киргизского территориального кавалерийского полка, с февраля 1935 года — начальником штаба Таджикского кавалерийского полка. С декабря 1936 по май 1937 года находился на кавалерийских КУКС РККА в городе Новочеркасск. По окончании обучения проходил службу начальником штаба, а с октября 1937 года — командиром 47-го Таджикского горнокавалерийского полка. В августе 1938 года уволен по ст. 43, п. «б». В июне 1939 года приказом НКО восстановлен в кадрах РККА и назначен преподавателем тактики Тамбовского Краснознаменного кавалерийского училища им. 1-й Конной армии. С апреля 1940 года в КОВО командовал 195-м отдельным разведывательным батальоном 62-й стрелковой дивизии, с сентября — 136-м стрелковым полком 97-й стрелковой дивизии 6-й армии. Член ВКП(б) с 1940 года.

#### Великая Отечественная война
С началом  войны дивизия вместе с армией участвовала в приграничном сражении на Юго-Западном фронте (северо-западнее г. Львов), с 15 июля 1941 года в составе 26-й армии — в Киевской оборонительной операции. 5 августа в районе м. Мироновка Киевской области подполковник  Веревкин был тяжело ранен и эвакуирован в госпиталь. После выздоровления в октябре был назначен начальником штаба 199-й стрелковой дивизии. В составе 38-й армии Юго-Западного фронта участвовал в боях в районе Балаклеи, в Донбасской оборонительной и Барвенково-Лозовской наступательной операциях. С февраля 1942 года исполнял должность заместителя командира, а с 18 марта — командира 199-й стрелковой дивизии. До июля ее части вели оборонительные бои в районе Балаклеи, участвуя в Харьковском сражении и Воронежско-Ворошиловградской оборонительной операции. 26 июня они переправились через реку Оскол на участке 278-й стрелковой дивизии в районе Купянска. С 12 июля дивизия вместе с армией входила в состав Южного, а с 17 июля — Сталинградского фронтов. 31 июля дивизия была расформирована, а полковник  Веревкин назначен начальником гарнизона города Сталинград. С сентября он командовал 10-й запасной стрелковой бригадой на Сталинградском, с октября — Донском, с февраля 1943 года — Центральном, а с октября — Белорусском фронтах.
С 26 января 1944 года полковник  Веревкин допущен к командованию 169-й стрелковой дивизией 63-й армии Белорусского фронта. 23 февраля дивизия перешла в состав 3-й армии 1-го Белорусского фронта и участвовала в Рогачевско-Жлобинской наступательной операции. Приказом ВГК от 26 февраля 1944 года за освобождение города Рогачёв ей было присвоено наименование «Рогачевская ». В дальнейшем дивизия принимала участие в разгроме бобруйской группировки противника и форсировании реки Березина севернее Бобруйска. С 4 июля она вместе с армией вошла в подчинение 2-му Белорусскому фронту и участвовала в Белостокской наступательной операции, в освобождении городов Волковыск и Белосток. Продолжая наступление, ее части форсировали реку Нарев, вышли на подступы к городу Замбрув и по его овладении вели бои на рожанском плацдарме. С 13 января по 14 апреля 1945 года дивизия в составе 3-й армии 2-го и 3-го Белорусских фронтов принимала участие в Восточно-Прусской наступательной операции, в уничтожении хайльсбергской группировки противника и овладении города Хайлигенбайль. В завершающих боях по разгрому восточнопрусской группировки ее части вели бои юго-западнее Кенигсберга. За образцовое выполнение заданий командования в боях при вторжении в южные районы Восточной Пруссии она была награждена орденом Суворова 2-й ст., а за бои юго-западнее Кенигсберга — орденом Кутузова 2-й ст. В конце апреля дивизия была переброшена в район Эркнер (пригород Берлина) и участвовала в Берлинской операции, в разгроме противника, окруженного юго-восточнее Берлина. В мае ее части вели бои на подступах к реке Эльба западнее города Гентин.
За время войны комдив Верёвкин был 9 раз персонально упомянут в благодарственных в приказах Верховного Главнокомандующего.

#### Послевоенное время
После войны с 21 июля 1945 года генерал-майор  Веревкин исполнял должность командира 35-го стрелкового корпуса, с 14 сентября вновь командовал 169-й стрелковой дивизией в Минском ВО. В июне 1946 года переведен начальником окружных курсов усовершенствования офицеров пехоты БВО (с ноября 1947 г. — объединенные КУОС округа). 24 ноября 1956 года генерал-майор  Веревкин уволен в запас.

## Награды
- орден Ленина (21.02.1945)[6][7]
- пять орденов Красного Знамени (15.03.1944[8], 08.08.1944[9], 03.11.1944[7][10], 24.06.1948[7],  28.10.1967[11])
- орден Кутузова 2-й степени (10.04.1945)[12]
- орден Александра Невского (28.05.1945)[13]
- орден Отечественной войны 1-й  степени (25.07.1943)[14]
  - медали в том числе:
  - «XX лет Рабоче-Крестьянской Красной Армии» (1938)[12]
  - «За оборону Сталинграда» (1943)[12]
  - «За оборону Киева» (1961)
  - «За победу над Германией в Великой Отечественной войне 1941—1945 гг.» (1945)
  - «За взятие Кёнигсберга» (1945)
  - «За взятие Берлина» (1945)
  - «За освобождение Варшавы» (1945)
  - «Ветеран Вооружённых Сил СССР» (1976)
- наградной пистолет системы «Маузер»

Приказы (благодарности) Верховного Главнокомандующего в которых отмечен Ф. А. Верёвкин.
- За овладение городом и крупным железнодорожным узлом Волковыск – важным опорным пунктом обороны немцев, прикрывающим пути на Белосток. 14 июля 1944 года № 138.
- За овладение штурмом городом и крупным промышленным центром Белосток – важным железнодорожным узлом и мощным укрепленным районом обороны немцев, прикрывающим пути к Варшаве. 27 июля 1944 года № 151.
- За овладение штурмом городом и крепостью Остроленка – важным опорным пунктом обороны немцев на реке Нарев. 6 сентября 1944 года. № 184.
- За переход  в наступление на двух плацдармах на западном берегу реки Нарев, севернее Варшавы, прорыв глубоко эшелонированной обороны противника и овладение  сильными опорными пунктами обороны немцев городами Макув, Пултуск, Цеханув, Нове-Място, Насельск. 17 января 1945 года  № 224.
- За прорыв сильно укрепленной оборону немцев на южной границе Восточной Пруссии, вторглись в её пределы и овладение городами Найденбург, Танненберг, Едвабно и Аллендорф — важными опорными пунктами обороны немцев. 21 января 1945 года. № 239.
- За овладение городами Восточной Пруссии Вилленберг, Ортельсбург, Морунген, Заальфельд и Фрайштадт — важными узлами коммуникаций и сильными опорными пунктами обороны немцев. 23 января 1945 года. № 246.
- За овладение городом Браунсберг — сильным опорным пунктом обороны немцев на побережье залива Фриш-Гаф. 20 марта 1945 года. № 303.
- За завершение ликвидации окружённой восточно-прусской группы немецких войск юго-западнее Кёнигсберга. 29 марта 1945 года. № 317.
- За завершение ликвидации группы немецких войск, окруженной юго-восточнее Берлина. 2 мая 1945 года. № 357.

Других государств
- орден «Легион почёта» (США)
- орден «Virtuti militari» III класса (ПНР);
- медаль «За Варшаву 1939—1945» (ПНР)
- медаль «За Одру, Нису и Балтику» (ПНР)

Почётные звания
- Почетный гражданин Рогачевского района